# 20024 Мейремартінез
20024 Мейремартінез (20024 Mayrémartínez) — астероїд головного поясу, відкритий 30 січня 1992 року.
Тіссеранів параметр щодо Юпітера — 3,337.